# Barmherzige Schwestern von der hl. Elisabeth

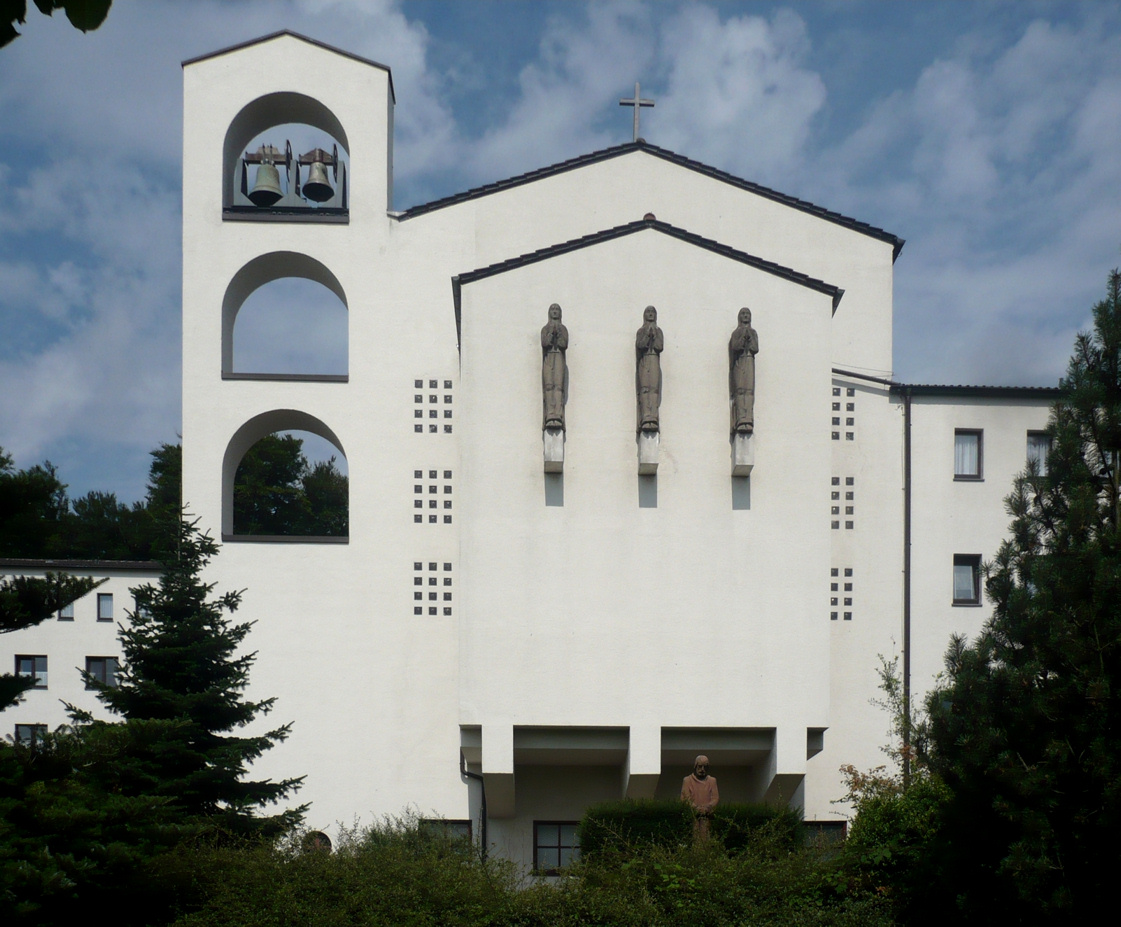
Ehemaliges Kloster in Schuir

Die Barmherzigen Schwestern von der hl. Elisabeth sind ein 1843 in Essen gegründeter Orden, der 1844 das erste Essener Krankenhaus gründete und es bis heute als Elisabeth-Krankenhaus in Essen-Huttrop betreibt.

## Geschichte
Der Orden, dessen Patronin die hl. Elisabeth von Thüringen ist, wurde 1843 von Clara Kopp und sechs weiteren Schwestern gegründet, die zuvor Mitglieder verschiedener Essener Beginenkonvente gewesen waren. Noch im selben Jahr erhielt der Orden vom damaligen Kabinett den Auftrag zur Gründung einer Krankenpflegeanstalt, die am 23. Januar 1844 als erstes Essener Krankenhaus im renovierten Gebäude des 1834 geschlossenen Essener Kapuzinerklosters öffnete und im ersten Jahr 34 Kranke versorgte.
1876 gründete der Orden die St.-Elisabeth-Stiftung und beauftragte einen Verwaltungsrat mit der Führung der Stiftung.
Nachdem das Mutterhaus des Ordens ab Ordensgründung 1843 am Kapuzinerkloster und ab 1912 im Elisabeth-Krankenhaus beheimatet war, wurde 1936 das Kloster in Essen-Schuir für 150 Ordensschwestern errichtet.
Aufgrund der geringer werdenden Ordensmitglieder zogen die damals verbliebenen 30 Ordensschwestern im November 2016 ins kleinere Seniorenstift Kloster Emmaus in Essen-Schönebeck. Das Kloster Schuir wurde verkauft und 2016 für rund 500 Flüchtlinge als Unterkunft umgebaut.
Neben dem Krankenhaus werden heute auch Kindergärten betrieben.
Auf dem Essener Ostfriedhof liegt das gemeinsame Gräberfeld der Ordensschwestern. Weil der Orden mit Stand Juli 2022 25 Schwestern klein geworden war und die Pflege der Grabstätte nicht mehr durch ihn aufrechterhalten werden konnte, wurde 2015 ein Legat-Grab, ein zum Ehrengrab umgestalteter Grabstein, errichtet. Bis August 2023 war der Orden auf 18 Mitglieder geschrumpft.

## Klosterkirche
Für die Kapelle lieferte die Glockengießerei Otto aus Hemelingen/Bremen 1935 zwei Bronzeglocken mit den Schlagtönen b′ und des′′. Die größere b-Glocke wurde 1942 beschlagnahmt und ist vermutlich eingeschmolzen worden, jedenfalls kehrte sie nach Kriegsende nicht zurück. Dafür erhielten die Schwestern im Jahr 1950 eine OTTO-Glocke ebenfalls mit dem Schlagton b′. Die Glocke ist der Hl. Elisabeth geweiht und trägt eine entsprechende Inschrift. Die Glocke wurde vermutlich 1898 für eine Pfarrei im Bistum Trier gegossen. Sie wurde den Schwestern nur als Leihglocke überlassen.

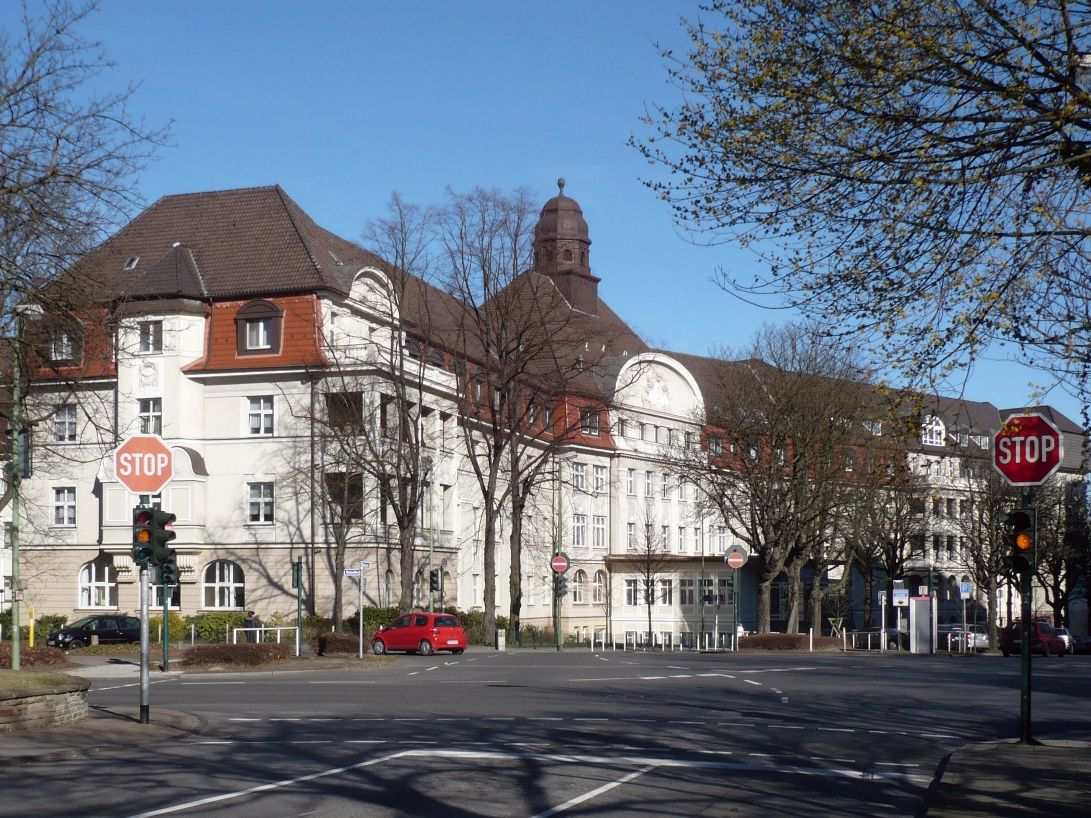
Elisabeth-Krankenhaus
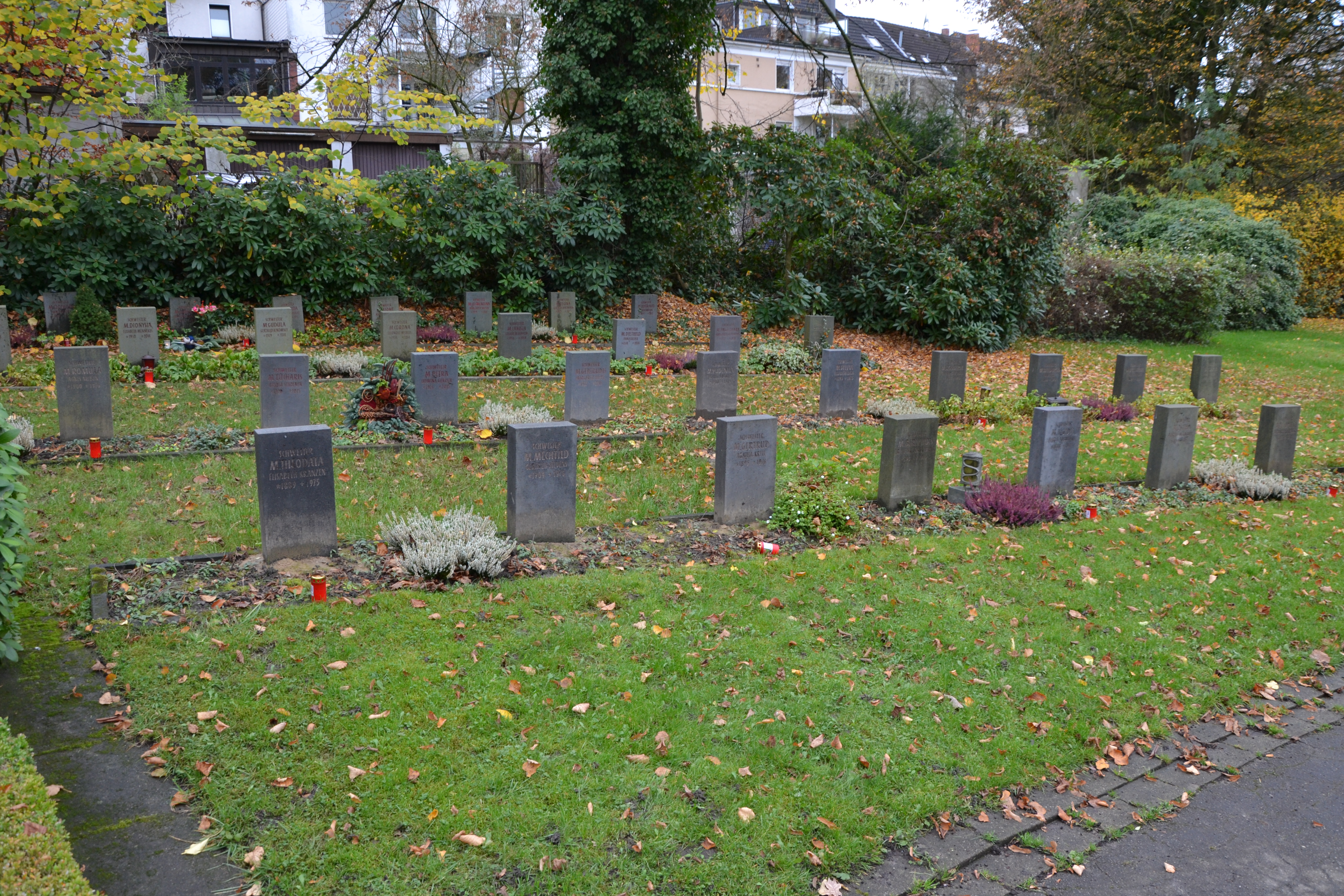
Gräberfeld auf dem Ostfriedhof
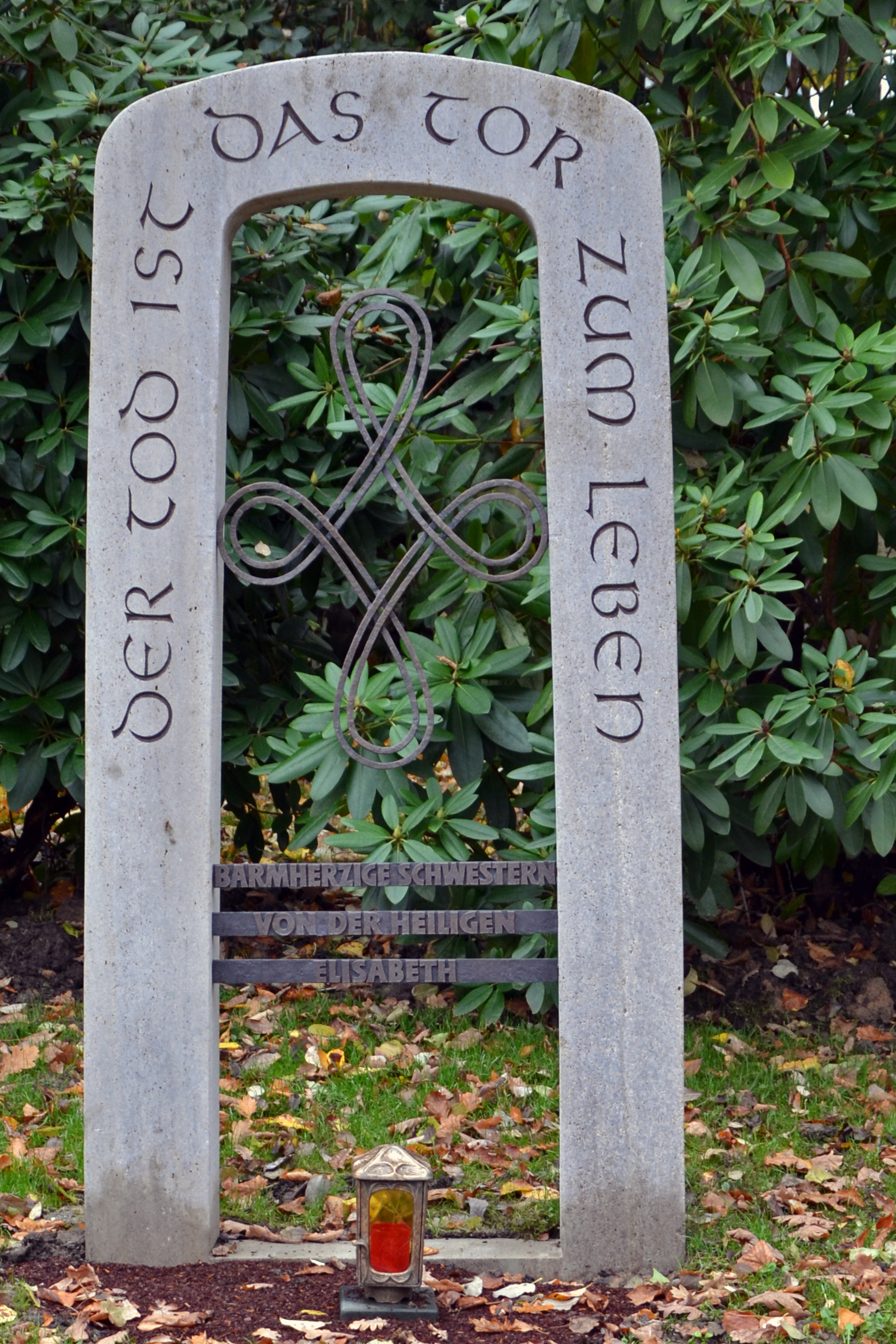
Legat-Grab auf dem Ostfriedhof
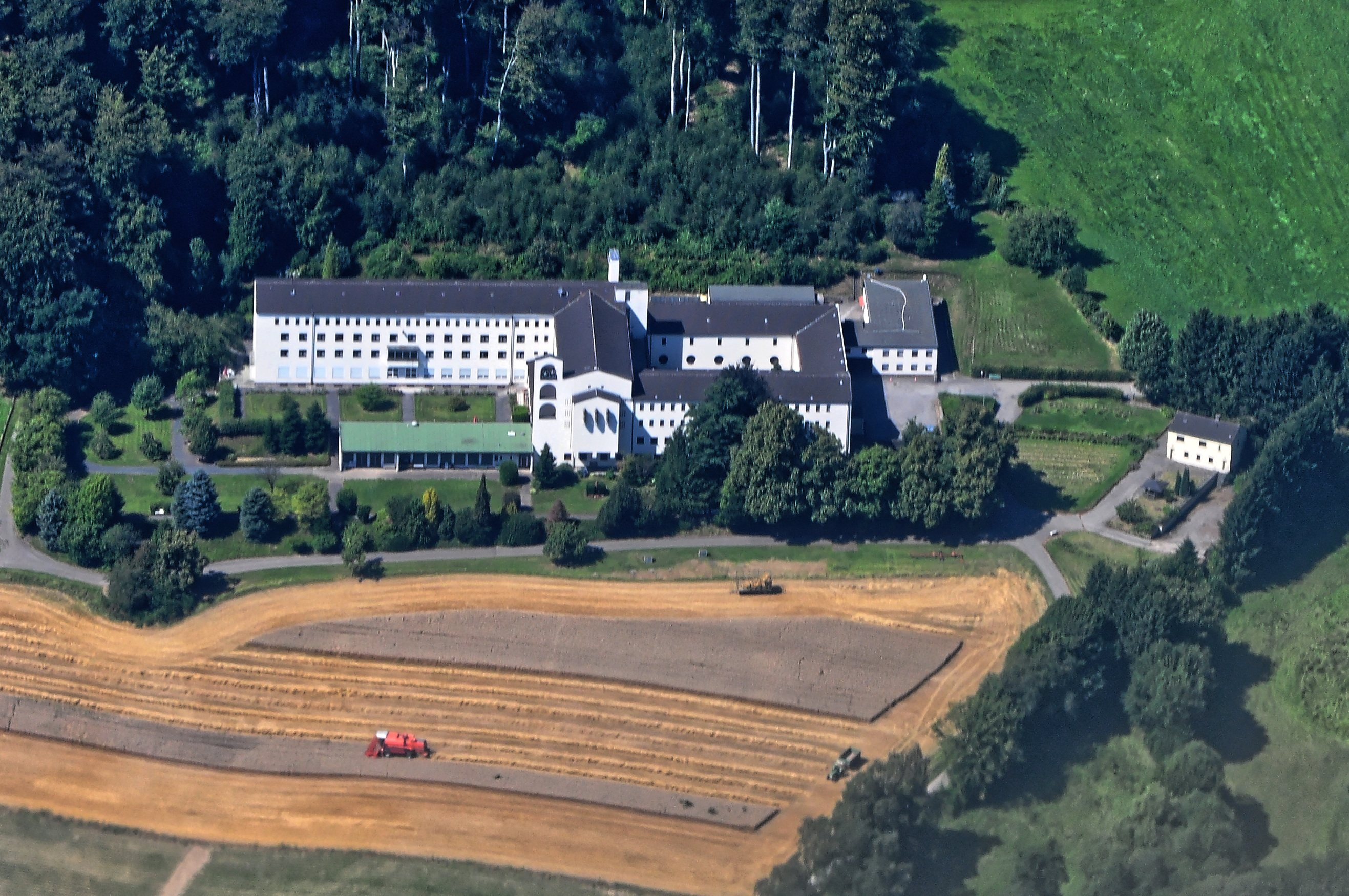
Gebäude des ehemaligen Klosters in Schuir